# Dichroplus cinereus
Dichroplus cinereus är en insektsart som beskrevs av Bruner, L. 1900. Dichroplus cinereus ingår i släktet Dichroplus och familjen gräshoppor. Inga underarter finns listade i Catalogue of Life.